# Bóveda
Bóveda – miejscowość w Hiszpanii w regionie Galicja w prowincji Lugo. Liczy niespełna 1 700 mieszkańców.